# Edward Johnston
Edward Johnston (San José de Mayo, Uruguay, 11 de febrero de 1872 – 26 de noviembre de 1944) fue un artesano británico considerado junto con Rudolf Koch el padre de la caligrafía moderna.

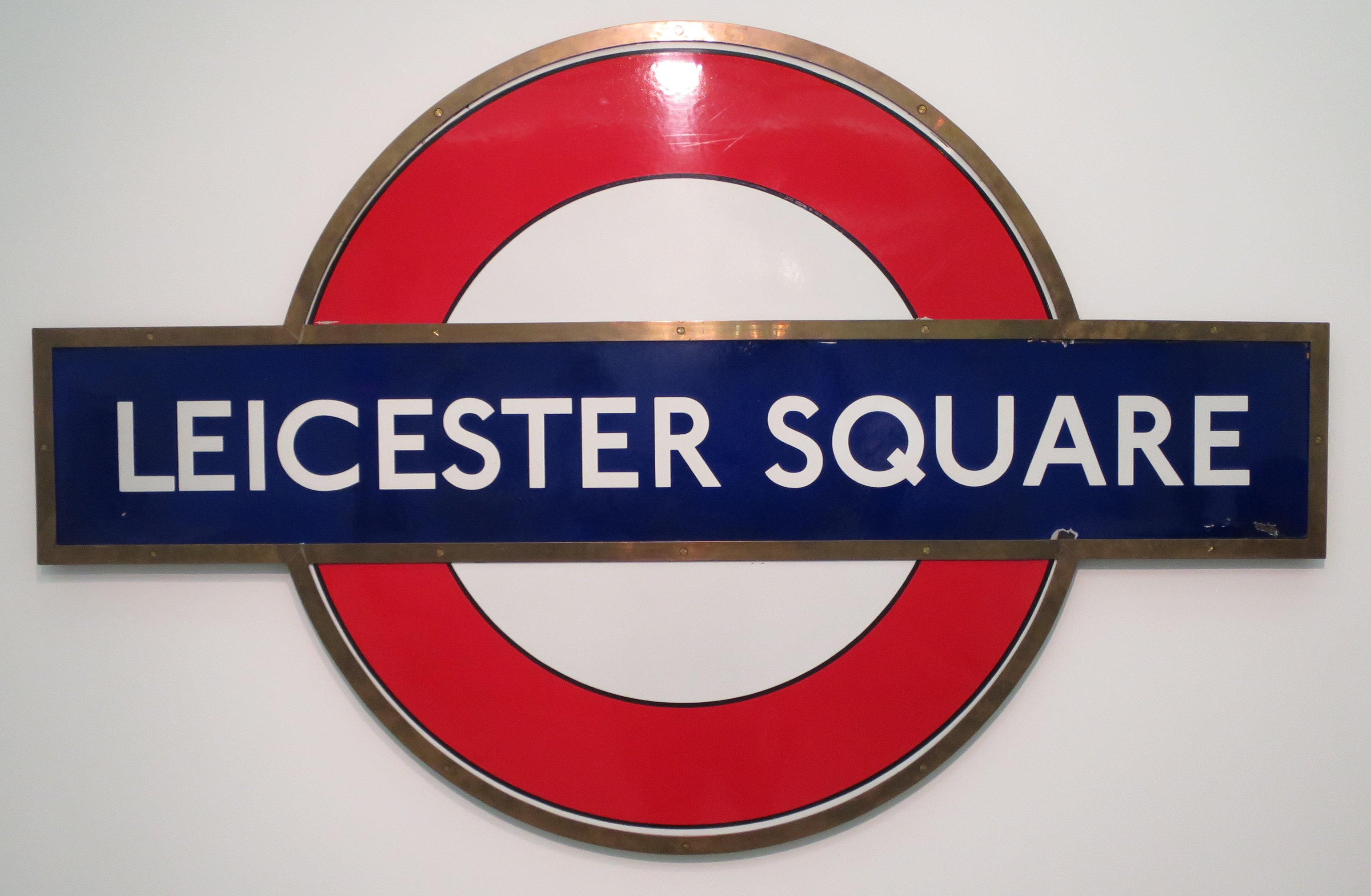
Cartel del Metro de Londres, c. 1930

Fue docente en el Central Saint Martins College of Art and Design en el Southampton Row londinense; allí influyó en el diseñador Eric Gill. Posteriormente pasó al Royal College of Art. En 1912 sigue a Gill hacia Ditchling, donde transcurre sus últimos años.
Es autor del tipo de letra sans serif Johnston utilizado en el Metro de Londres hasta la década de 1980, además del famoso logotipo redondo. También es famoso por haber revivido el arte de la caligrafía moderna.

## Publicaciones
- Johnston, Edward (enero de 1995). Writing & Illuminating & Lettering. Dover Publications. ISBN 0-486-28534-0.

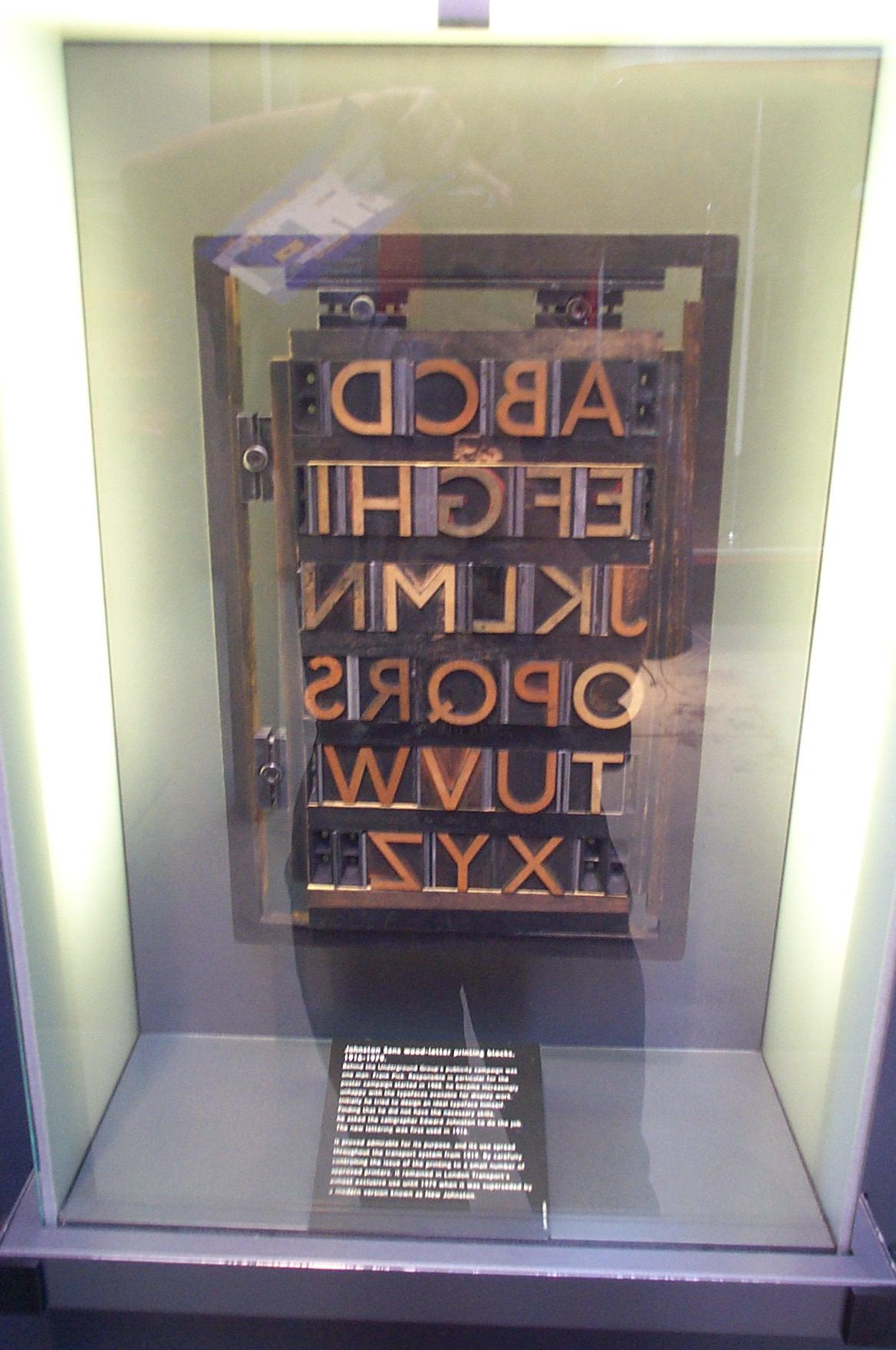
Johnston Sans printing blocks.

- Johnston, Edward (1986). Lessons in Formal Writing. Taplinger Publishing Company. ISBN 0-8008-4642-7.
- Johnston, Edward (1990). Decoration and Its Uses. Tenspeed. ISBN 0-89815-401-4.